# 隆田線
隆田線（りゅうでんせん）は台湾台南市の台湾糖業股份有限公司麻豆製糖工場（麻豆糖廠）及び佳里製糖工場（佳里糖廠）が経営していた軽便鉄道。現在は旅客、貨物業務共に営業を停止している、一部レールを撤去したが、不定期の観光列車が運行される。

## 路線データ
- 経営管轄：台湾糖業股份有限公司

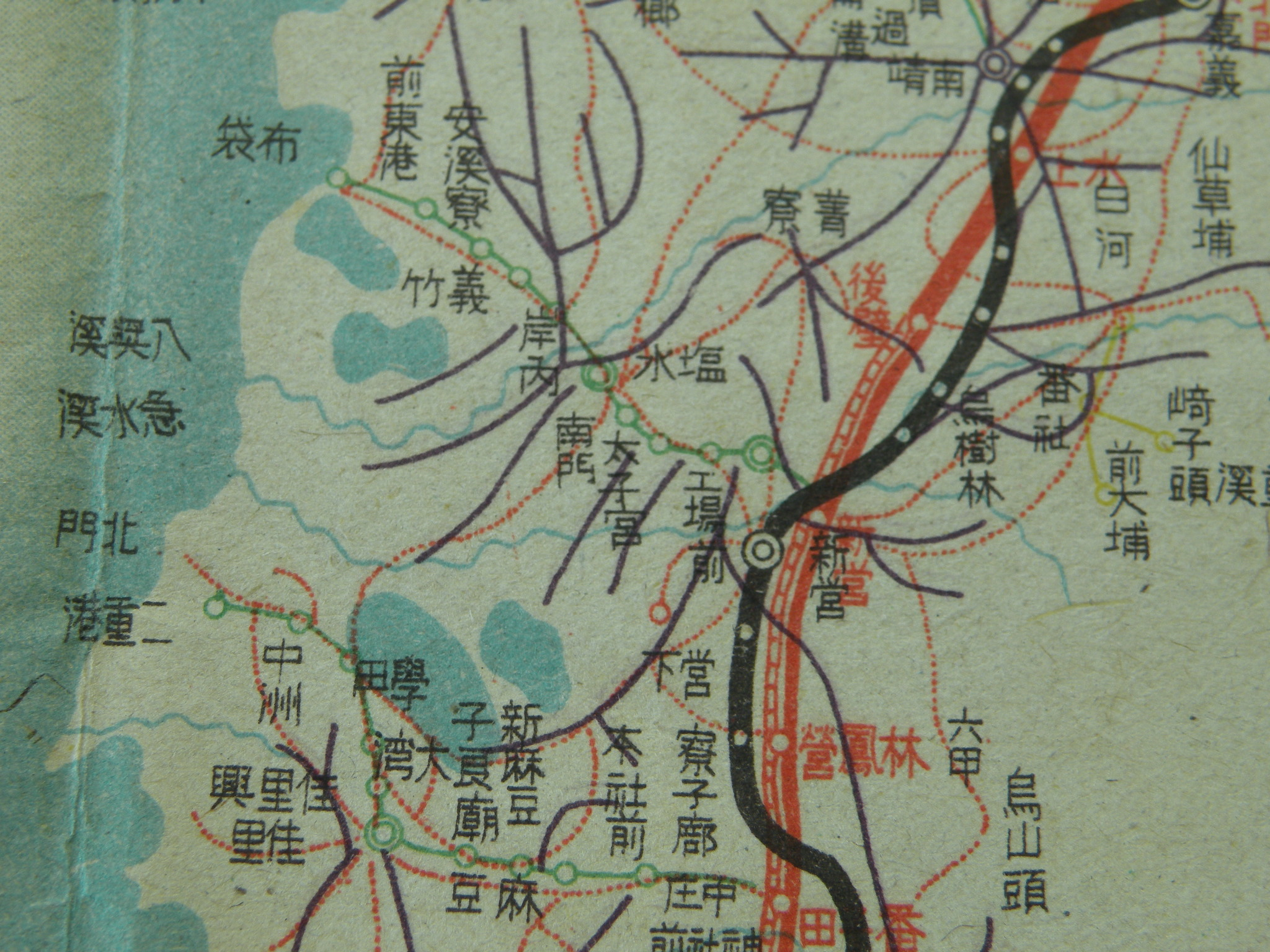
旧台南州新営郡、曽文郡、北門郡鉄道路線図（昭和16年の鉄道年報より）

- 路線距離（営業キロ）：隆田～佳里間19.0km；隆田～北門旗駅～二重港間29.9km
- 軌間：762mm
- 駅数：20駅（起終点駅含む）
- 複線区間：なし（全線単線）
- 電化区間：なし（全線非電化）

## 運行形態
隆田から蕭壠、佳里駅に行った後に、北門旗駅に戻り北門線へと進行した。

## 説明
狭義の隆田線は隆田-佳里の区間である、しかし隆田線の列車の多くが北門線に入り二重港まで運行されていたことにより広義では北門線を包んでいる（時刻表でも広義を採用）。
隆田線は明治製糖（大日本明治製糖の前身）が建設し1909年6月1日に旅客営業を開始し、この地域の重要な交通手段として活用された。官鉄との接続駅は蕃仔田駅（後は番子田、さらに隆田と改称）。
日本統治時代の蕭壠駅は製糖工場に隣接して設置され、1920年の地名変更に伴い佳里と改称された。1952年7月15日、佳里駅からの1.4kmの支線が建設され佳里鎮中心に佳里駅を設置するのに伴い再び蕭壠駅に改称されている。
1980年7月、隆田線は全線での旅客営業を終了した。しかし2005年、台南県政府文化局が佳里製糖工場で世界糖果文化節を開催した際に、特別仕様の観光列車が蕭壠駅から佳糖旗駅、北門旗駅を経由して旧原料線を経て新宅農場にある駐車場（イベント期間中は臨時駅が開設）までの旅客輸送を行っている。

## 歴史

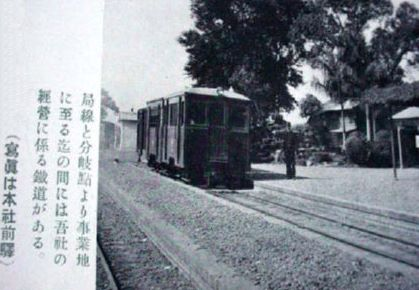
本社前駅（1930年代）

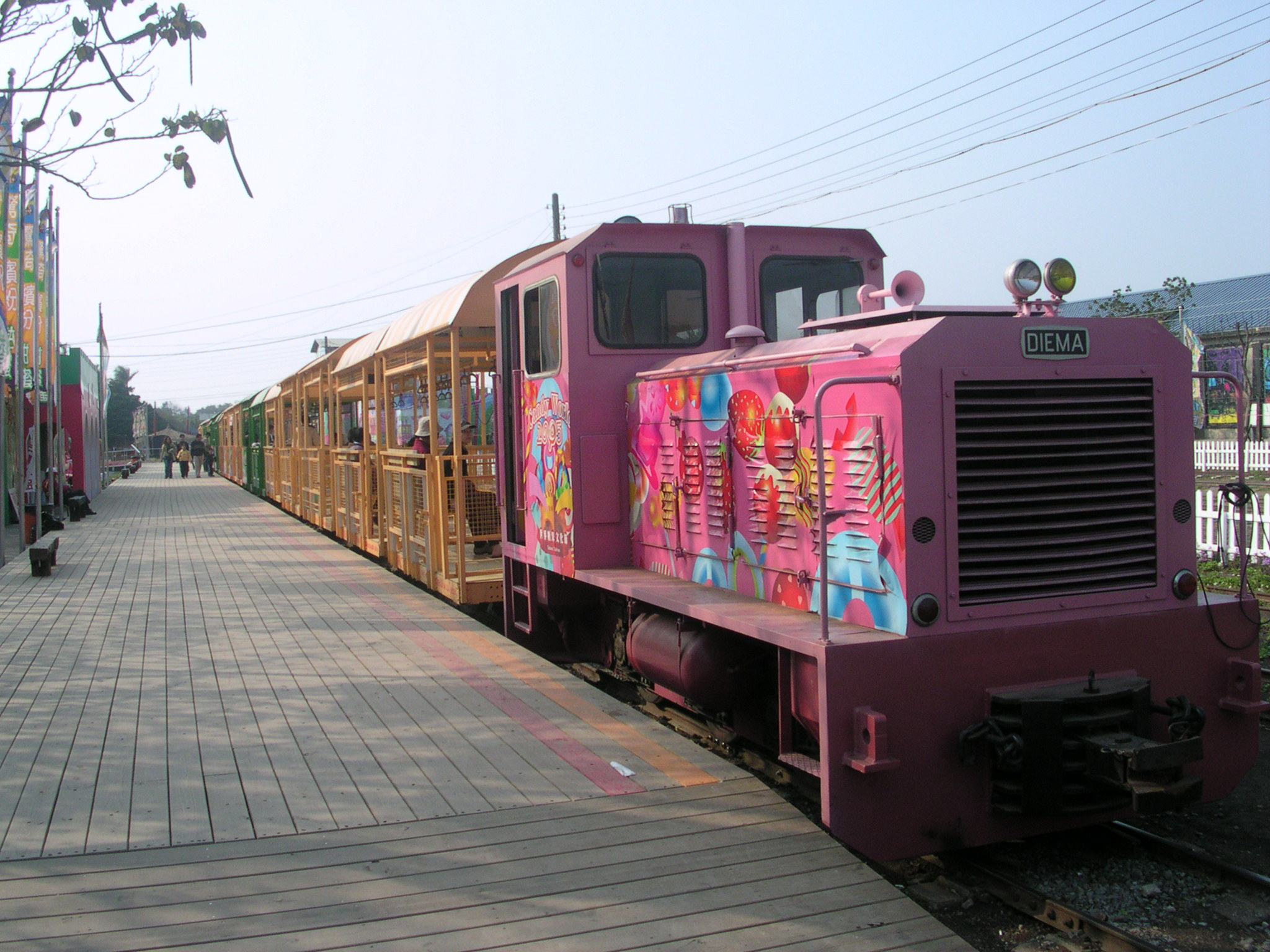
2005年糖果文化節で運行された臨時列車（蕭壠駅）

- 1909年（明治42年）6月1日 - 明治製糖株式会社番子田線 番仔田～蕭壠間開業。
- 1911年（明治44年）10月7日 - 総爺駅開業。
- 1915年（大正4年）2月11日 - 二重港線 蕭壠～二重港間開業。
- 1920年（大正9年）10月1日 - 蕃仔田駅を番子田駅に、藔仔廍駅を寮子廍駅に、総爺駅を本社前駅に、蔴豆駅を麻豆駅に、蕭壠駅を佳里駅に改称。
- 1929年（昭和4年）8月2日 - 西庄駅開業。
- 1932年（昭和7年）10月1日 - 佳里興駅、大湾駅開業。営頂駅廃止。
- 1938年（昭和13年）8月16日 - 新麻豆駅、巷口駅開業。
- 1945年 第二次世界大戦の終結に伴い明治製糖は在外資産の全てを没収され、台湾糖業に接収された。
- 1952年（民国41年）7月15日 - 佳里駅からの1.4kmの支線が建設され佳里鎮中心に佳里駅を設置するのに伴い佳里駅を蕭壠駅に改称。
- 1953年（民国42年）5月20日 - 同県仁徳郷（現在の台南市仁徳区）にある台湾鉄路管理局縦貫線中洲駅の駅名重複を解消するため中洲駅を中浯駅に改称。
  - 6月20日 - 営頂駅、東寮駅開業。
- 年月日不詳 - 光華駅開業。
- 1955年 - 番子田駅を隆田駅に改称。
- 1972年2月10日 - 蕭壠～二重港旅客取扱廃止。
- 1974年（民国63年）2月1日 - 佳里～蕭壠旅客取扱廃止。
- 1980年（民国69年）7月1日 - 全線旅客営業廃止。

## 駅名一覧
隆田線
隆田 - 西庄 - 寮子廍 - 総爺 - 龍泉 - 麻豆 - 巷口 - 新麻豆 - 子良廟 - 後庄 - 北門旗 - 佳糖旗 - 蕭壠 - 佳里
北門線
北門旗 - 佳里興 - 営頂 - 大湾 - 東寮 - 旧学甲 - 学甲 - 光華 - 中浯 - 二重港

## 接続路線
- 隆田駅：台湾鉄路管理局縦貫線隆田駅（徒歩5m）
- 学甲駅：台湾糖業鉄道学甲線

## 保存状況
- 駅舎半数は現存。蕭壠、大湾両駅の保存状態が良好である。
- 隆田駅は台湾鉄路管理局の隆田駅に隣接しており、営業終了後に雑貨店になっていたが、2004年の駅前再開発で取り壊された。
- 線路設備に関しては佳里区、学甲区内は完全な状態で保存されている。